# Interplay Entertainment
 (janvier 2021).
Si vous disposez d'ouvrages ou d'articles de référence ou si vous connaissez des sites web de qualité traitant du thème abordé ici, merci de compléter l'article en donnant les références utiles à sa vérifiabilité et en les liant à la section « Notes et références ».
 (décembre 2019).
Interplay Entertainment Corporation est une compagnie américaine de développement et d'édition de jeux vidéo pour consoles et ordinateur personnel.

## Historique
L'entreprise fut originellement fondée sous le nom d'« Interplay Productions » en 1983 par d'anciens employés de Boone Corporation, une compagnie qui œuvrait elle aussi, à l'époque, dans le domaine vidéoludique. Basée dans le sud de la Californie, ses premiers pas la dirigea vers l'élaboration d'un premier jeu vidéo, The Bard's Tale. Suivit Wasteland ; les deux jeux de rôle furent publiés par Electronic Arts.
Interplay débuta à publier ses propres jeux avec Neuromancer, une adaptation tirée d'un roman du même nom. Battle Chess fut le deuxième ludiciel que la compagnie publia, en 1988 sur Amiga puis sur la quasi-totalité des supports de l'époque. En 1991, Interplay publie RPM Racing sur SNES, le premier jeu original de Silicon & Synapse, futurs Blizzard Entertainment, qui réalisait auparavant des adaptations de jeux pour Amiga ou PC. 
En 1993, elle publia Descent, jeu développé par Parallax Software, qui connut un succès retentissant.
En 1996, Interplay réalisa un jeu de stratégie futuriste au tour par tour sous le nom de M.A.X. : Mechanized Assault and Exploration. Le studio publie également Casper, adaptation du film éponyme.
En 1997, Interplay publia la production de Black Isle Studios, Fallout, sur PC. Ce jeu fut reçu avec enthousiasme par la communauté vidéoludique et par le public en général. Une suite, Fallout 2 suivit en 1998. Une autre franchise connut une popularité notable pour Interplay : Baldur's Gate. En 1999, Interplay sorti un jeu de rôle mythique et toujours considéré comme l'un des meilleurs jamais créés : Planescape Torment.
Alors que les coups de maître d'Interplay ont tous eut lieu sur PC, l'entreprise ne dédaigna pas l'édition de quelques jeux sur consoles. Baldur's Gate: Dark Alliance, ClayFighter, The Lost Vikings sont les plus célèbres.
En 1998, Interplay s'inscrivit à la bourse NASDAQ sous le symbole IPLY et fut rebaptisée «Interplay Entertainment Corp.». 
En 2002, Vivendi Universal Games, la branche jeux vidéo de Vivendi Universal, signa un accord avec Interplay pour la publication de futurs jeux que la compagnie produirait. Cependant, à la fin de la même année, Titus Interactive, une compagnie française d'édition de jeu vidéo, prit le contrôle de la majorité des actions de Interplay,,,. 
Le président fondateur, Brian Fargo démissionna du même coup et fonde InXile Entertainment. Il fut remplacé par Hervé Caen.
Plusieurs cessions d'actifs depuis 2002,, dont la vente du Studio Shiny Entertainment à Infogrames, ont permis de désendetter la Société.
En 2015, la Société Descendent Studios basée au Texas a acquis la licence de Descent et lançait en mars 2015 une campagne Kickstarter pour financer le developement d'un nouveau jeu intitulé Descent: Underground. Le 10 avril, 2015, la campagne Descent: Underground se terminait avec succès.
Le jeu fut renommé simplement Descent en 2018 et est prévu pour un lancement courant 2019 pour PC, XBox One, PS4, Switch.

## Studios

### Actuels
- Interplay Discovery (en), une filiale d'Interplay qui publie les jeux réalisés par des développeurs indépendants.

### Disparus
- BlueSky Software en Californie, ouvre en 1988, ferme en 2001.
- Black Isle Studios à Orange County en Californie, ouvre en 1996, ferme en 2003.
- Brainstorm à Irvine en Californie.
- Interplay Films, une division d'Interplay, fondée en 1998 dans l'optique d'adapter les 7 jeux vidéo les plus populaires du studio en films, comprenant notamment : Descent, Redneck Rampage, et Fallout.
- 14 Degrees East, située à Beverly Hills en Californie, 14 Degrees était la division stratégie d'Interplay. La Société a été fondée le 3 mars 1999.
- FlatCat
- Interplay Sports, située à Beverly Hills en Californie, était la division interne de sport d'Interplay. La société était précédemment connue sous le nom VR Sports jusqu'en 1998.
- Tantrum Entertainment
- Tribal Dreams
- Digital Mayhem, le studio a porté Giants: Citizen Kabuto sur PS2 et développé le jeu Run Like Hell.

### Vendus
- Shiny Entertainment à Laguna Beach en Californie, fondé en 1993, acquis en 1995, vendu à Infogrames en 2002. Fusionna avec The Collective, Inc. pour former Double Helix Games en octobre 2007.
- MacPlay fondée au début des années 1990, vendu en 2000 à United Developpers

## Jeux

### En Développement
- Battle Chess
- ClayFighter
- Descent (2019) - Développé par Descendent Studios
- Legendary Wars: T-Rex Rumble
- Earthworm Jim 4

### Années 2010
- Stonekeep: Bones of the Ancients - Développé par Alpine Studios
- Fallout Collection - Développé par Black Isle Studios
- Fallout Trilogy - Développé par Black Isle Studios
- Crazy Cats Love - Développé par Wolf Games
- Death and the Fly - Développé par PIG
- Homesteader - Développé par Bogemic Games
- Tommy Tronic - Développé par Oasis Games
- Pinball Yeah! - Développé par Coderunners
- Earthworm Jim HD - Développé par Gameloft
- MDK 2 HD - Développé par Beamdog & Overhaul Games
- Legendary Wars: T-Rex Rumble - Développé par Interplay
- Prehistorik Man - Développé par Interplay
- Boogerman: A Pick and Flick Adventure - Portage sur console virtuelle Wii
- Earthworm Jim - Portage sur console virtuelle Wii
- Earthworm Jim 2 - Portage sur console virtuelle Wii
- Clayfighter - Portage sur console virtuelle Wii

### Années 2000
- Baldur's Gate: Dark Alliance 2 - Développé par Black Isle Studios
- Fallout: Brotherhood of Steel - Développé par Interplay
- Hunter: The Reckoning: Redeemer - Développé par High Voltage Software
- Hunter: The Reckoning: Wayward - Développé par High Voltage Software
- Lionheart: Legacy of the Crusader - Développé par High Voltage Software
- Icewind Dale II - Développé par Black Isle Studios
- Hunter: The Reckoning - Développé par High Voltage Software
- Run Like Hell - Développé par Digital Mayhem
- Baldur's Gate: Dark Alliance - Développé par Snowblind Studios
- Baldur's Gate II: Throne of Bhaal - Développé par BioWare
- Giants: Citizen Kabuto - Développé par Planet Moon Studios, porté sur PS2 par Digital Mayhem
- Icewind Dale: Heart of Winter - Développé par Black Isle Studios
- Fallout Tactics - Développé par Micro Forté
- MDK 2: Armageddon - Développé par BioWare
- Baldur's Gate II: Shadows of Amn - Développé par BioWare
- Icewind Dale - Développé par Black Isle Studios
- MDK 2 - Développé par BioWare
- Invictus: In the Shadow of Olympus - Développé par Quicksilver Software
- Messiah - Développé par Shiny Entertainment
- Sacrifice - Développé par Shiny Entertainment
- Evolva - Développé par Computer Artworks Ltd.

### Années 1990
- Baldur's Gate: Tales of the Sword Coast
- Battle Chess
- Black Dahlia
- Casper
- Castles
- Descent 3
- Dungeon Master II: The Legend of Skullkeep
- Freespace 2
- R/C Stunt Copter
- Earthworm Jim 3D
- Evil Zone
- Mario Teaches Typing
- Mechanized Assault and Exploration
- Kingpin: Life of Crime
- Star Trek: 25th Anniversary
- Track Meet
- Mummy Tomb Of The Pharaoh
- Frankenstein: Through the Eyes of the Monster

### Années 1980
- The Bard's Tale

### Annulés
- Fallout Online était en développement chez Masthead Studios
- Ballerium était en développement chez Majorem
- Baldur's Gate: Dark Alliance III était en développement chez Interplay
- Fallout: Brotherhood of Steel 2 était en développement chez Interplay
- Fallout 3 (Van Buren) était en développement chez Black Isle Studios
- Baldur's Gate III: The Black Hound était en développement chez Black Isle Studios

## Sources et références
1. ↑  (via AFP), « Titus : Interplay sera distribué par VUP », sur www.gamekult.com, 2001-08-27cest18:16:00+0200 (consulté le 1er janvier 2021)
2. ↑  « Titus Interactive prend un ticket dans l'américain Interplay », Les Echos,‎ 25 mars 1999, p. 20
3. ↑  « TITUS INTERACTIVE », sur Les Echos, 28 juin 1999 (consulté le 1er janvier 2021)
4. ↑  « Titus Interactive détient 51,53 % de sa filiale Interplay Entertainment », La Tribune,‎ 17 août 2001, p. 2
5. ↑  (en) (via AFP), « Titus Interactive controls 72.4% of American Interplay Group », European Report,‎ 6 avril 2002, p. 600
6. ↑  « Titus Interactive en redressement judiciaire », La Tribune,‎ 8 juin 2004
7. ↑  « L'éditeur de jeux vidéo Interplay ne peut faire face à ses dettes », Les Echos,‎ 24 décembre 2004, p. 18